# Йоргос Папандреу
Йоргос Папандреу (грец. Γιώργος Παπανδρέου), Георгіос Папандреу молодший (грец. Γεώργιος Παπανδρέου (νεότερος); нар. 16 червня 1952, Сент-Пол, штат Міннесота, США) — грецький політик, колишній лідер партії ПАСОК (2004–2012 роки), прем'єр-міністр Греції від 6 жовтня 2009 до 9 листопада 2011 року. Георгіос Папандреу був також міністром закордонних справ Греції у період з 1999 по 2004 в уряді ПАСОК, також двічі був міністром освіти Греції. Син Андреаса Папандреу та онук Георгіоса Папандреу.
Президент Соціалістичного інтернаціоналу з 30 січня 2006 року.

## Біографія
Народився у США, де на той час працював його батько. Освіту здобув у Канаді, США, Швеції та Великій Британії. Вільно володіє англійською та шведською мовами. До Греції Папандреу повернувся після відновлення демократії в Греції 1974 року.
Політичну кар'єру розпочав у партії батька «ПАСОК».
- 1981 року вперше обраний депутатом парламенту.
- 1985 став заступником міністра культури.
- 1988 призначений міністром освіти та у справах релігії.
- 1993 — заступник міністра закордонних справ.
- 1994 — міністр освіти та у справах релігії.
- 1996 — заступник міністра закордонних справ.
- 1997 — уповноважений уряду Греції з підготовки до Олімпійських ігор 2004.
- 1999 — міністр закордонних справ.
- 2004 — лідер опозиційної партії ПАСОК.

2010 року, перебуваючи на посаді прем'єр-міністра Греції, Йоргом Папандреу був нагороджений премією «Квадрига» у номінації «Power of Veracity» (укр. Сила істини).

### Прем'єр-міністр Греції
Партія «ПАСОК» (повна назва «Загальногрецький соціалістичний рух») виграла дострокові парламентські вибори 4 жовтня 2009 року. За ПАСОК віддали голоси 43,9 відсотка виборців, тоді як за їхніх головних конкурентів, правоцентристську партію «Нова демократія», яка правила країною останні п'ять років, проголосували лише 33,5 відсотка греків.
6 жовтня 2009 лідер партії «ПАСОК» Йоргос Папандреу, призначений прем'єр-міністром, затвердив новий уряд Греції. Міністром фінансів став випускник Лондонської школи економіки Йоргос Папаконстантіну, міністром економіки — колишній викладач Єльського університету Лука Кацелі. Міноборони очолив Евангелос Венізелос — колишній суперник Папандреу в боротьбі за посаду лідера «ПАСОК». Сам Папандреу обійняв посаду міністра закордонних справ. Заступником голови уряду став Теодорос Пангалос, його посада називається міністр конкуренції та морського флоту. Склад нового Кабінету міністрів до останнього залишався таємним навіть для ближчих соратників прем'єр-міністра.
7 вересня 2010 року Йоргос Папандреу здійснив масштабні перестановки в уряді країни. Склад уряду розширено з 36 до 48 осіб. Сап Папандреу відмовився від посади Міністра закордонних справ, ним призначено Дімітріса Друцаса. Головною структурною зміною стало створення міністерства торгового флоту та острівної політики Греції.
15 червня 2011 року Йоргос Папандреу оголосив про намір здійснити чергові кадрові перестановки в Кабінеті міністрів Греції, зважаючи на тотальне невдоволення народу діями уряду, які призвели до масових протестів. Новий склад Кабінету був оголошений 17 червня та здобув підтримку в Грецькому парламенті 21 червня 2011 року.
6 листопада 2011 року на тлі глибокої економічної та політичної кризи Йоргос Папандреу скликав екстрену нараду із лідерами опозиційних партій. Того самого дня він оголосив про намір добровільно скласти свої повноваження прем'єр-міністра країни. Наприкінці дня Папандреу та Антоніс Самарас, лідер найбільшої опозиційної партії Нова демократія, узгодили створення коаліційного уряду національної єдності, який проведе програму порятунку країни від дефолту.
Офіційно про свою відставку Папандреу оголосив 9 листопада. Наступні позачергові парламентські вибори призначені на 19 лютого 2012 року. Наступником Папандреу 11 листопада став Лукас Пападемос, колишній голова Центробанку Греції та віце-президент Європейського Центробанку.
На конференції ПАСОК 12 березня 2012 року єдиним кандидатом на посаду лідера партії став тодішній віце-прем'єр-міністр та міністр фінансів Греції Евангелос Венізелос, оскільки тільки йому вдалося набрати необхідну кількість підписів. Таким чином Папандреу втратив посаду лідера партії, заснованої його батьком Андреасом Папандреу.

## Родина
Двічі одружений. У першому шлюбі має сина Андреаса, у другому з Анною Папапану — дочку Маргариту-Єлену.